# مايرون جاست
مايرون جاست (بالإنجليزية: Myron Just)‏ هو سياسي أمريكي، ولد في 1941. انتخب عضو مجلس ولاية داكوتا الشمالية.